# Tony Mamaluke
Charles John Spencer (19 de julio de 1977) es un luchador profesional retirado estadounidense más conocido por su nombre en el ring como Tony Mamaluke. Es conocido por su trabajo con la Extreme Championship Wrestling en 2000.

## Carrera

### World Championship Wrestling
Después de ser entrenado por Dean Malenko, Spencer comenzó su carrera como luchador en 1998, trabajando para promociones independientes en la Florida bajo los nombres de C.G. Afi y Casanova Jones. Su gran oportunidad llegó por primera vez durante su breve estancia en la World Championship Wrestling (WCW) como un fan desconocido del luchador Lodi, debutando en un clip de una reunión en Nitro, en un segmento al aire librem fuera de las instalaciones, cuando Lenny Lane y Lodi estaban llegando a un show en Nueva York.

### Total Nonstop Action Wrestling
El 8 de agosto de 2010, Mamaluke regresó a TNA para participar en el show de reunión de la ECW, en el evento Hardcore Justicia, donde bajo el nombre de "Tony Luke", debido a razones de marcas de WWE, Little Guido y Tracy Smothers derrotaron a Kid Kash, Simon Diamond y Johnny Swinger en un combate de equipos de seis hombres.

## En lucha
- Movimientos finales
  - Italian Sleeper (Standing or a grounded dragon sleeper)[2][4]

- Movimientos de firma
  - Crucifix armbar[4]
  - Dropkick[4]
  - Fujiwara armbar[4]
  - Leaping palm strike to an opponent sitting on the top rope[4]
  - Multiple suplex variations
    - Bridging Northern Lights[4]
    - Italian Suplex (Bridging German)[2][4]
    - Snap belly to belly suplex[4]
    - Super[4]

  - Sicilian Crab (Over the shoulder single leg Boston crab)[2][4]
  - Sicilian Stretch (Russian legsweep floated over into a grounded octopus stretch)[4]
  - Tornado DDT,[2][4] sometimes while springboarding[1]

- Mánager
  - "The Big Don" Tommy Rich
  - Big Guido
  - Trinity
  - Sal E. Graziano

- Luchadores dirigidos
  - Disco Inferno[5]
  - The Mamalukes (Big Vito and Johnny the Bull)[2]

- Apodos
  - "The Italian Monster"[1]

## Campeonatos y logros
- Extreme Championship Wrestling
  - ECW World Tag Team Championship (1 vez) – con Little Guido

- Pro Wrestling Illustrated
  - Situado en el #201 de los PWI 500 en 2003[6]

- Ring of Honor
  - ROH Tag Team Championship (1 vez) – con Sal Rinauro

- Southern Championship Wrestling (Florida)
  - SCW Florida Southern Heavyweight Championship (13 veces)[2][7]